# 强国 (前秦)
强国（？—357年），是十六国时期前秦的大臣，苻生母亲强皇后的同宗。
356年，强国、右仆射董荣与司空王堕关系糟糕。右仆射董荣、侍中强国都是靠着谄媚得宠而得到提升重用，王堕恨之如仇。恰逢当时天象变故，董荣、强国建议苻生以显贵大臣接受惩罚，苻生说：“显贵的大臣只有大司马苻安和司空王堕。”董荣说：“大司马苻安是皇族，不能杀。”于是建议处死司空王堕。357年，东海王苻坚杀死苻生，自立为大秦天王，改元永兴。诛杀中书监董荣、左仆射赵韶、侍中强国等二十余人。